# Савинов, Марцис
Ма́рцис Сави́нов (латыш. Mārcis Savinovs; 3 мая 1987, Лимбажи) — латвийский футболист, защитник клуба «Карамба/Динамо».

## Биография
У Марциса есть брат-близнец Марис, который также является футболистом и играет на позиции защитника.
Свою футбольную карьеру Марцис Савинов, как и его брат, начал в футбольном клубе «Валмиера», потом они летом 2007 года вместе перешли в рижский клуб МЕТТА/ЛУ.
Перед началом сезона 2010 года оба брата Савиновы перешли в «Елгаву», в составе которого дебютировали в Высшей лиге Латвии. Но летом того же года были отданы в аренду «Яунибе» до конца сезона.
В сезоне 2011 года Марцис Савинов в составе «Елгавы» провёл всего лишь один матч, а в июне отправился на просмотр в мальтийский клуб «Биркиркаром», с котором вскоре подписал контракт с на один год. В составе «Биркиркары» Марцис Савинов провёл месяц — успел сыграть в межсезонном турнире среди трёх сильнейших клубов Мальты, а также отыграть обе встречи первого квалификационного раунда Лиги Европы УЕФА 2011/12 против албанской «Влазнии». Но вскоре мальтийский клуб разорвал с Марцисом Савиновым контракт, и он вернулся домой после закрытия трансферного окна, как свободный агент.